# Eurohypo
Eurohypo AG es un banco de bienes raíces y finanzas públicas con sede en Eschborn, una región en Fráncfort. Es subsidiaria del consorcio Commerzbank. Es el undécimo banco más grande en Alemania con un balance general positivo de unos 214,2 millardos de euros.

## Historia
El 6 de noviembre de 2001, los directivos de los tres bancos más grandes de Alemania, Deutsche Bank, Dresdner Bank y Commerzbank ofrecieron una conferencia de prensa alegando que sus divisiones corporativas relacionadas con las hipotecas y bienes raíces, Eurohypo (una antigua filial de Deutsche Bank), Rheinhyp y Deutsche Hyp se fusionarían en una sola empresa.
El 29 de abril de 2002, estos bancos firmaron un contrato para fusionar a sus filiales. En junio del mismo año se votó a favor de la fusión y poco después, el 13 de agosto se registró en el Handelsregister (al español: Registro de comercio) con el nombre de Eurohypo AG.

### Deutsche Hyp
Deutsche Hypothekenbank Frankfurt-Hamburg AG o Deutsche Hyp era un banco hipotecario subsidiario de Dresdner Bank que surgió de una fusión de tres bancos hipotecarios que pertenecieron también a aquel banco.
El primero de ellos fue fundado en 1862 en Meiningen como Deutsche Hypothekenbank. En 1938 se trasladó su sede a Weimar y después de la Segunda Guerra Mundial, su sede se mudó a Bremen. El segundo banco fue fundado en 1871 en Hamburgo como Hamburg AG.
El tercer banco fue fundado en 1871 con el nombre de Mecklenburgischen Hypotheken und Wechselbank en Schwerin. Este banco fue una filial de Dresdner Bank hasta 1971.

### Europäische Hypothekenbank
El Europäische Hypothekenbank, fue una subsidiaria de Deutsche Bank que surgió en 1998 de la fusión de los bancos Frankfurter Hypothekenbank Centralboden AG y Lübecker Hypothekenbank AG.   Este banco también fue conocido como Eurohypo.

### Rheinhyp
Rheinhyp se fundó en 1871 en Mannheim con el nombre de Rheinische Hypothekenbank. En 1971 Commerzbank se encargó de la gestión de este banco. El banco Westdeutchen Bodenkreditanstalt se fusionó con Rheinhyp en 1974 y su sede se situó en Fráncfort desde 1975.

## Adquisición por parte de Commerzbank
En octubre de 2005, la empresa Hypo Real Estate notificó que quería hacerse cargo de la gestión de Eurohypo. Posteriormente, Commerzbank hizo valer un derecho de precompra sobre Eurohypo, y la adquirió tras cumplir su compromiso pendiente de compra al pagar dos transacciones de pago a Deutsche Bank y Allianz, quienes retenían parte de sus acciones en Eurohypo. Desde abril de 2006, el 98% de las acciones de Eurohypo pertenecen a Commerzbank, mientras que el restante 2% lo adquirió mediante la adquisición del capital flotante.
Los accionistas de Eurohypo estuvieron a favor durante las negociaciones hechas el 29 de agosto de 2007 que estipulaban la transferencia de las acciones de los principales accionstas así como el dominio de estas acciones y el establecimiento de un contrato para el pago a los accionistas en función de los beneficios de Eurohypo.
Commerzbank informó que su relación con Eurohypo no afectaría la autonomía de esta entidad jurídica y que ésta podrá actuar en los mercados como una marca registrada.
La reunión del 29 de agosto de 2007 decidió el traspaso de las acciones de Eurohypo a Commerzbank y el registro de la compañía en el registro mercantil alemán (Handelsregister), hecho que ocurrió el 25 de julio de 2008. Eurohypo se convirtió en una sociedad GmbH, una forma de sociedad de responsabilidad limitada; con la decisión de ésta de registrarse en el registro mercantil y la transferencia de las acciones a Commerzbank.

## Ganancias
En el año 2007, Eurohypo tuvo un beneficio económico neto de 588 millones de euros, mientras que las ingresos alcanzaron la cifra de los 214,2 millardos, lo que representó una pérdida del 4,51% con respecto al 2006, año en el que se alcanzaron ingresos de 224, 3 millones de euros.